# Hyperloop

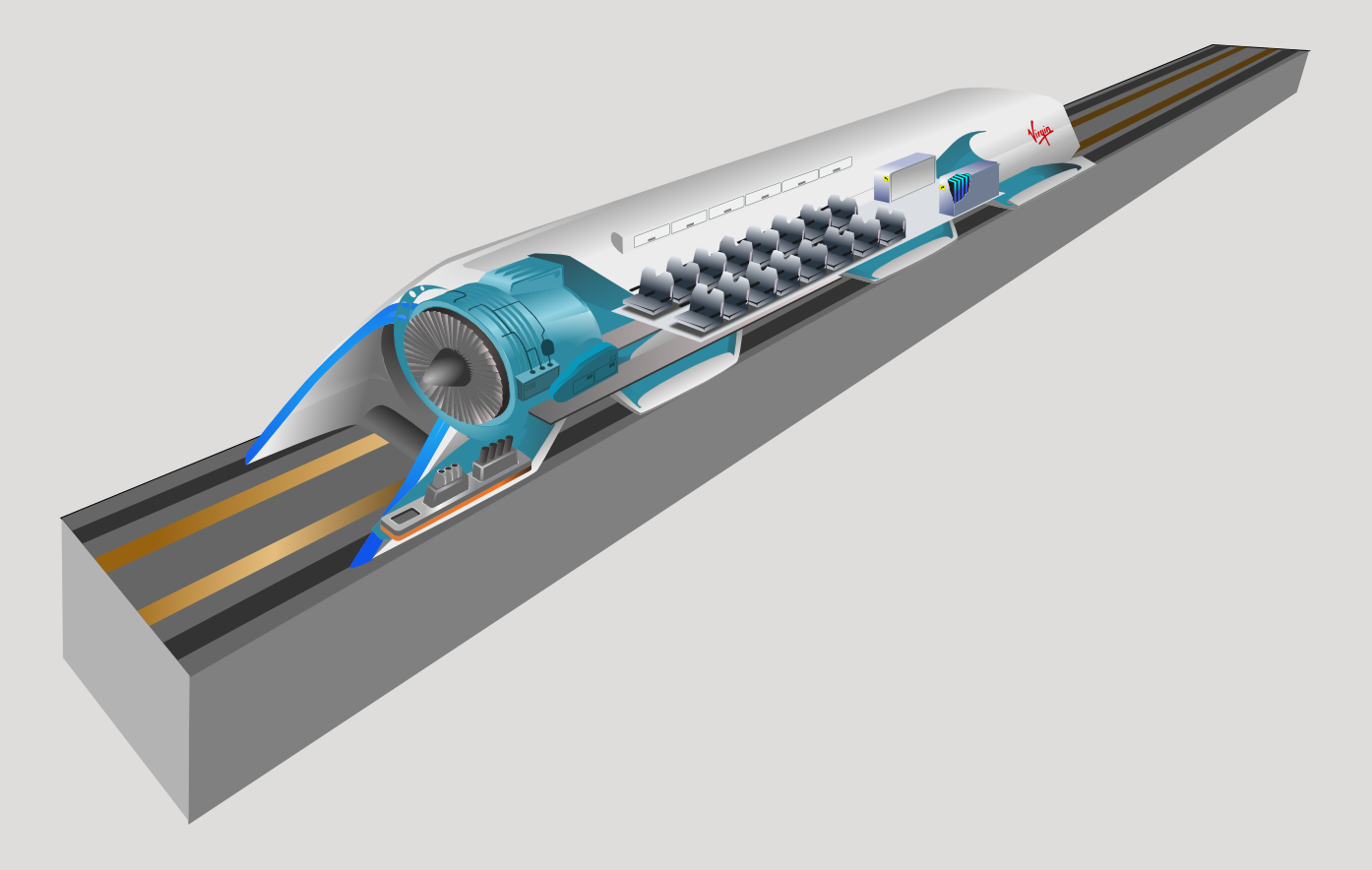
Náčrtek průřezu kapslí Hyperloopu

Hyperloop je koncept vysokorychlostního transportního systému navrženého podnikatelem Elonem Muskem. Teoretická maximální požadovaná rychlost je 1 300 kilometrů za hodinu, na zmenšeném modelu bylo zatím dosaženo rychlosti 467 km/h. Systém je založený na pohybu přetlakových kapslí podtlakovými trubkovými tunely. Kapsle mají pohánět lineární indukční motory a vzduchové kompresory. V roce 2016 byl v MIT dokončen první prototyp, a od roku 2015 probíhá soutěž Hyperloop Pod Competition pořádaná firmou SpaceX, kde jednotlivé technické týmy soutěží se svými řešeními.

## Historie

### Dřívější podobné koncepty
Způsoby osobní a nákladní dopravy využívající potrubí s velmi nízkým tlakem byly navrženy už dříve. Britský vynálezce George Medhurst si v roce 1799 nechal patentovat systém přepravující náklad soustavou železných trubek. V roce 1845 v londýnském Croydonu existoval prototyp pohánějící vůz s nákladem díky podtlaku a v následujících desetiletích se podobné experimentální systémy objevily i jinde po Evropě.

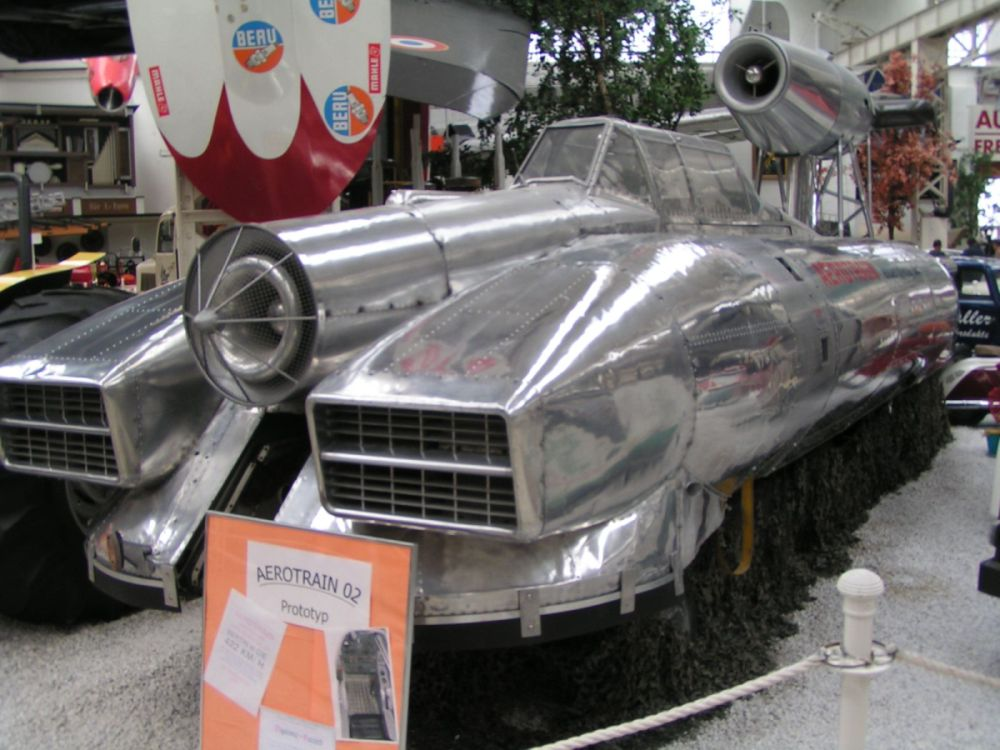
Prototyp vozu Aerotrainu Jeana Bertina

V roce 1909 navrhl americký vědec Robert Goddard ve svém článku "The Limit of Rapid Transit" systém velmi podobný Hyperloopu, ve kterém pracoval s levitujícími osobními vozy a utěsněnou trubicí s vakuem. Francouzský vědec Jean Bertin v letech 1965-1977 pracoval na vývoji systému Aérotrain, který ale na rozdíl od Hyperloopu nepočítal s magnetickou levitací. Projekt byl ukončen z důvodu nedostatku financí a Bertinovu úmrtí. V 90. letech 20. století tým vědců z MIT, vedený profesorem Ernstem Frankelem, rovněž pracoval na vývoji osobního vlaku v uzavřené trubici s vakuem. Tým postavil testovací trať, ale projekt byl nakonec ukončen. V roce 1999 byl patentován systém podobný Hyperloopu nazvaný ET3 (Evacuated Tube Transport Technologies) využívající trubice s vakuem a magnetickou levitaci.

### Návrh Elona Muska
Poprvé se Elon Musk o Hyperloopu zmínil už v roce 2012, ale prvotní návrh byl zveřejněn až v srpnu 2013. Obsahoval též navrhovanou trasu spojující Los Angeles s oblastí San Francisco Bay Area. První analýzy ukazovaly, že doba potřebná na zvládnutí takové trasy dlouhé 570 km je 35 minut při plánované průměrné rychlosti 1000 km/h a maximální rychlosti 1220 km/h. Odhadovaná cena byla 6 miliard dolarů v případě pouze osobní verze, pokud by projekt měl zahrnovat i přepravu vozidel, narostla by na 7,5 miliardy dolarů. Cenu ale v roce 2013 zpochybnili dopravní stavitelé jako nerealisticky nízkou, a to zejména s ohledem na rozsah stavby a spoléhání se na nevyzkoušenou technologii. Technologická i ekonomická proveditelnost zůstává předmětem diskuse. Konceptu se následně začalo věnovat několik firem a start-upů.

## Pokusy o realizaci

### Hyperloop One

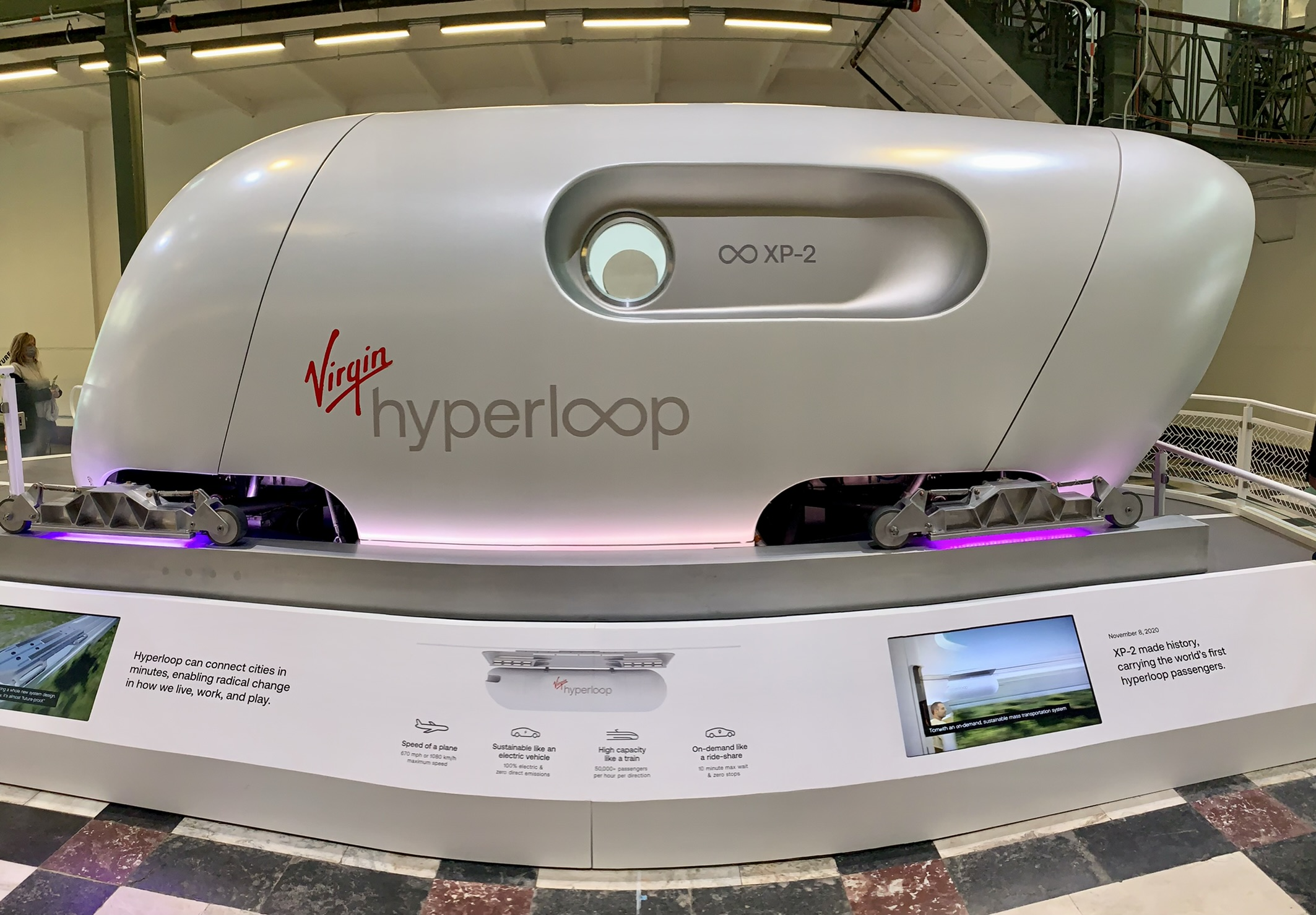
Prototyp vozu Virgin Hyperloop použitého při prvním testu s pasažéry

Start-up Hyperloop One (při založení nazvaný Hyperloop Technologies, později též známý jako Virgin Hyperloop a Virgin Hyperloop One) byla jedna z největších firem, věnujících se vývoji Hyperloopu. Firma byla založena v roce 2014 a v roce 2016 začala budovat 500 metrů dlouhou testovací trať poblíž Las Vegas. Do roku 2020 provedla více než 400 testovacích jízd a v roce 2020 provedla celosvětově první testovací jízdu se dvěma pasažéry ve voze vážícím 2,5 tuny a dlouhém přibližně 5 metrů. Při testu ale bylo dosaženo rychlosti pouhých 160 (podle některých zdrojů 172) km/h.
Během pandemie covidu-19 společnost opustila většina zakladatelů a vedení a společnost se rozhodla soustředit na přepravu zboží místo pasažérů, než se v roce 2023, po ukončení finanční podpory ze strany podnikatele Richarda Bransona, rozhodla rozprodat svůj majetek a zanikla.

### Hyperloop TT
Dne 2. října 2018 společnost Hyperloop TT (Hyperloop Transportation Technology) ve španělském El Puerto de Santa María, ukázala prototyp kapsle zhotovený z kompozitních materiálů. Vyrobila ji společnost Carbures ve Španělsku; prototyp měří 32 metrů a váží 5 tun. Dokončení a testování kapsle bude probíhat do konce roku 2018 v Toulouse ve Francii.

### The Boring Company
The Boring Company Elona Muska byla původně založena ke kopání tunelů pro systém Hyperloop, ale později se přeorientovala na systémy pro osobní automobily Tesla. Sám Elon Musk prohlásil, že vývoj Hyperloopu není kvůli jiným obchodním aktivitám v jeho časových možnostech.

#### Hyperloop Pod Competition

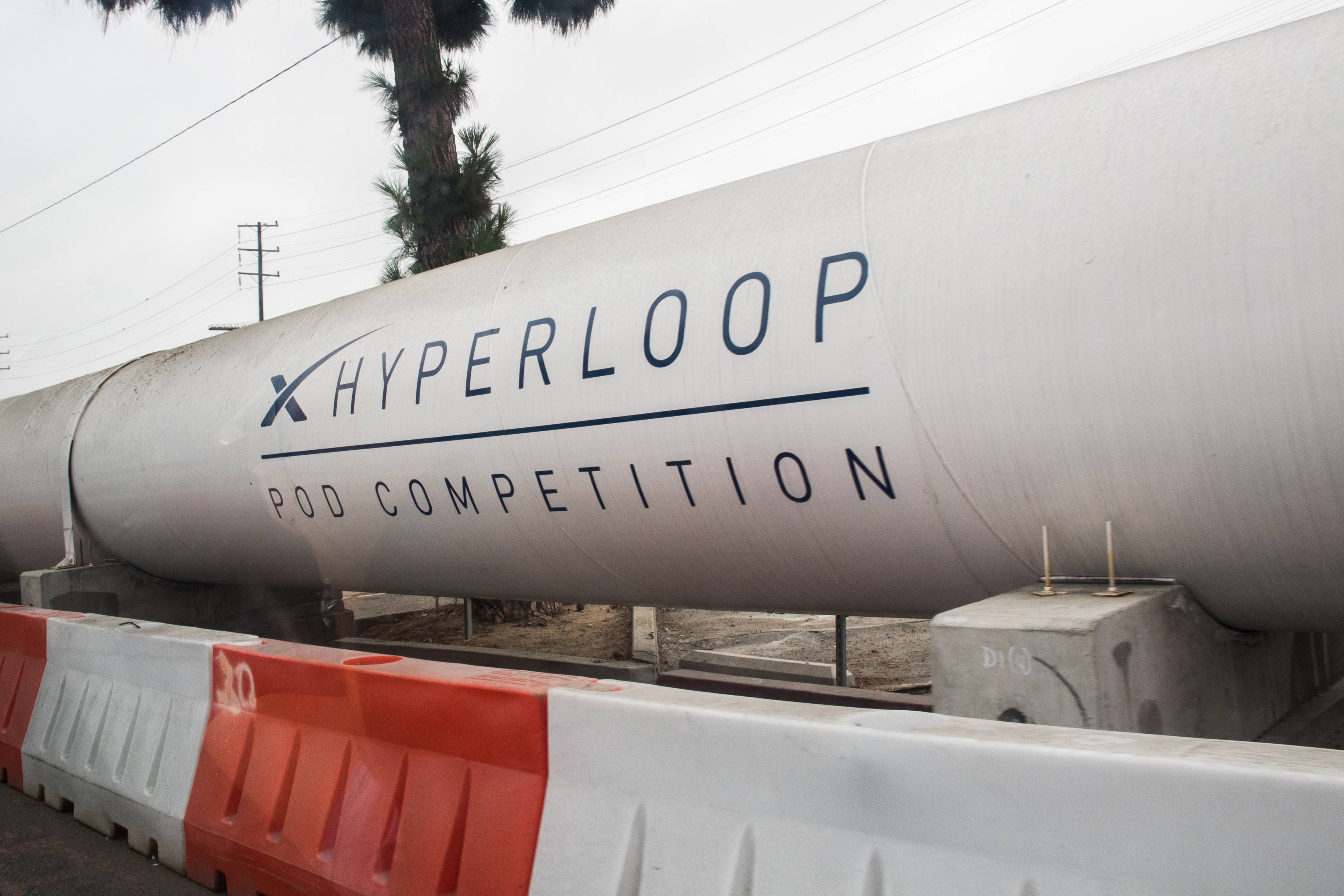
Testovací trať používaná při soutěžích

Firmy SpaceX a The Boring Company Elona Muska pořádaly od roku 2015 v sídle SpaceX v Kalifornii soutěž Hyperloop Pod Competition, kde soutěžily různé světové týmy se svými prototypy hyperloopu o nejrychlejší model. Modely jsou oproti záměru zmenšené a jde především o vývoj nových technologií. V srpnu 2018 vyhrál soutěž projekt WARR Hyperloop Technické univerzity v Mnichově s rychlostí 467 km/h. Poslední ročník následoval v roce 2019, než byl v roce 2022 přes 1,5 kilometru dlouhý testovací tunel na žádost města rozebrán a nahrazen parkovištěm pro zaměstnance firmy.

### Další pokusy
V říjnu 2018 probíhá výstavba zkušebních drah v Číně, Španělsku a Spojených arabských emirátech.[zdroj?]

## Navrhované trasy
Jedním z měst, které mají zájem na vybudování hyperloopu, je i Brno. Představitelé města jednají se společností Hyperloop Transportation Technologies o propojení Brna s Prahou, Bratislavou a Vídní. Studenti z Brna navrhli futuristickou stanici hyperloopu v podobě mrakodrapu s dřevěnou fasádou. O tento návrh město projevilo zájem a chtělo by se studenty spolupracovat. Stanice hyperloopu byla architektem Tomášem Rouskem navržena též v Praze na Opatově. Existuje podrobnější vize o zavedení hyperloopu ve střední Evropě, ale podle plánů by hyperloop měl propojit celý svět.